# Samir Houhou
Samir Houhou (arabe : سمير حوحو) est un footballeur algérien né le 7 septembre 1968 à Constantine. Il évoluait au poste d'avant centre. Après sa carrière de joueur, il se reconvertit comme entraîneur.

## Biographie

### Joueur
Au cours de sa carrière de joueur, il évolue en faveur du MO Constantine, du NA Hussein Dey, du CS Constantine, et enfin du CA Batna.
Il inscrit trois buts en première division algérienne lors de la saison 2003-2004 avec l'équipe de Batna.

### Entraîneur
Après avoir raccroché les crampons, il se lance dans une carrière d'entraîneur.
Il dirige les joueurs de la JSM Skikda à partir de l'été 2014. Il obtient, avec cette équipe, une accession en Division 2. Puis, à partir de 2015, il devient entraîneur de l'ESM Koléa.
Par la suite, en octobre 2017, il devient entraîneur du MO Constantine. Puis, lors de l'été 2018, il devient l'entraîneur de l'USM Khenchela.

## Palmarès

### Joueur
- Champion d'Algérie en 1991 avec le MO Constantine.

### Entraîneur
- Vainqueur du Groupe est de Division 3 en 2015 avec la JSM Skikda.